# Политерпены
Политерпены – группа непредельных углеводородов с общей формулой (С5Н8)n, где n>8.  Представляют собой продукт полимеризации терпеновых углеводородов, входящих в состав живичного, экстракционного или сухоперегонного скипидара. Опалесцирующая маслообразная жидкость от светло-желтого до коричневого цвета. 

Примеры политерпенов

К терпенам этой группы относятся такие природные соединения, как приодный каучук (цис-1,4-полиизопрен), гуттаперча (транс-1,4-полиизопрен). Каучук легко вступает в химические реакции с целым рядом веществ: кислородом, водородом, галогенами, серой и другими веществами. В результате взаимодействия каучука с серой (вулканизация) получают резины и эбониты. Совместно с  политерпенами также рассматривают ряд терпеноидов полимерного строения, например, полипренолы. 

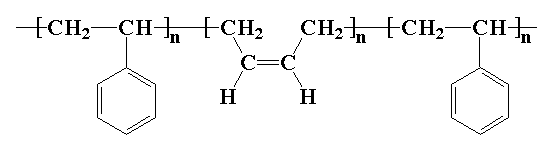
Структурная формула каучука

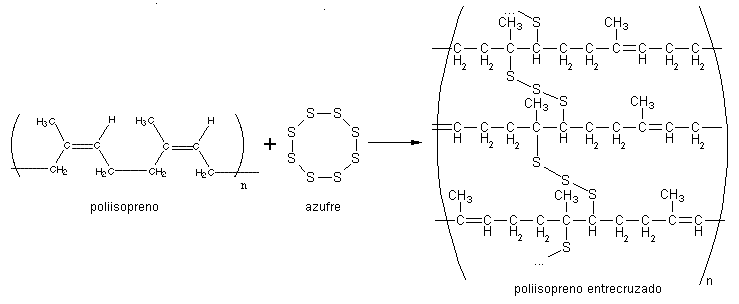
А вот и реакция вулканизации с серой которую упоминали выше